# Famille Quintavalle
La famille Quintavalle (vén.: Quintavale), appelée anciennement aussi Marturio migra de Padoue en Istrie et puis à Venise en 430, plus particulièrement l'île de San Pietro di Castello, appelée à l'origine isoletta Quintavalle. 

## Historique
Elle eut la podestà tribunizia, et on retrouve qu'en 680, elle appartenait au Conseil. En 880, elle produisit un Pietro, patriarche de Grado; en 955 un autre Pietro, évêque de Venise; en 1220 un Bernardo, compagnon de Saint-François. Ils furent les premiers à ériger le Château Quintavalle, ainsi que les maisons sur l'île dite de Quintavalle. Les Quintavalle furent exclus du Maggior Consiglio, mais réadmis en 1310 par le biais de Lorenzo, de San Pietro di Castello. Une partie de cette famille restée à Venise, s'éteignit en 1328; une autre, dans les colonies de Candie, s'éteignit en 1582.

## Armes
Trois types d'armes leur sont connues :

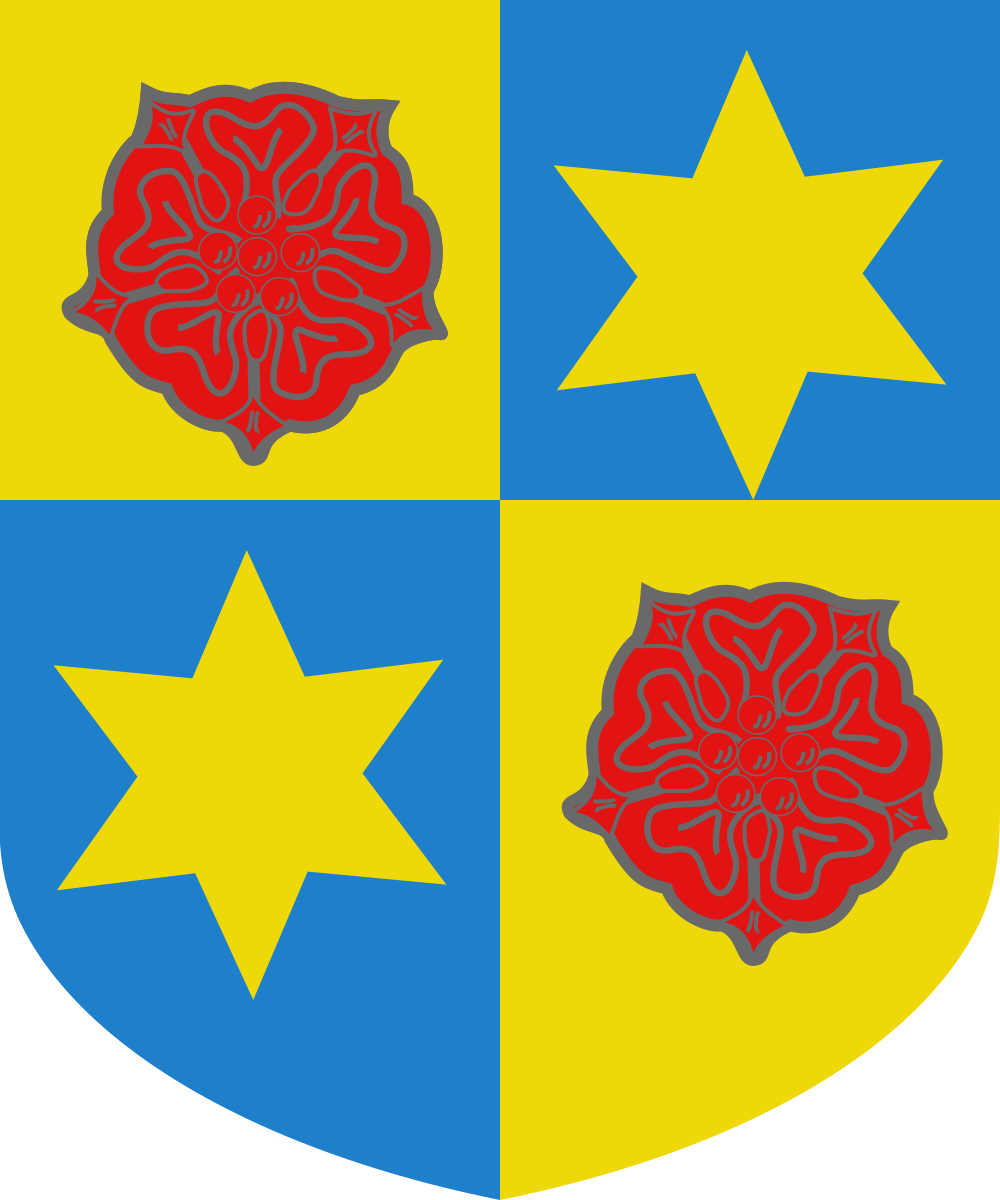
aux premier et dernier d'or, à une rose de gueules; aux second et troisième d'azur, à une étoile d'or.
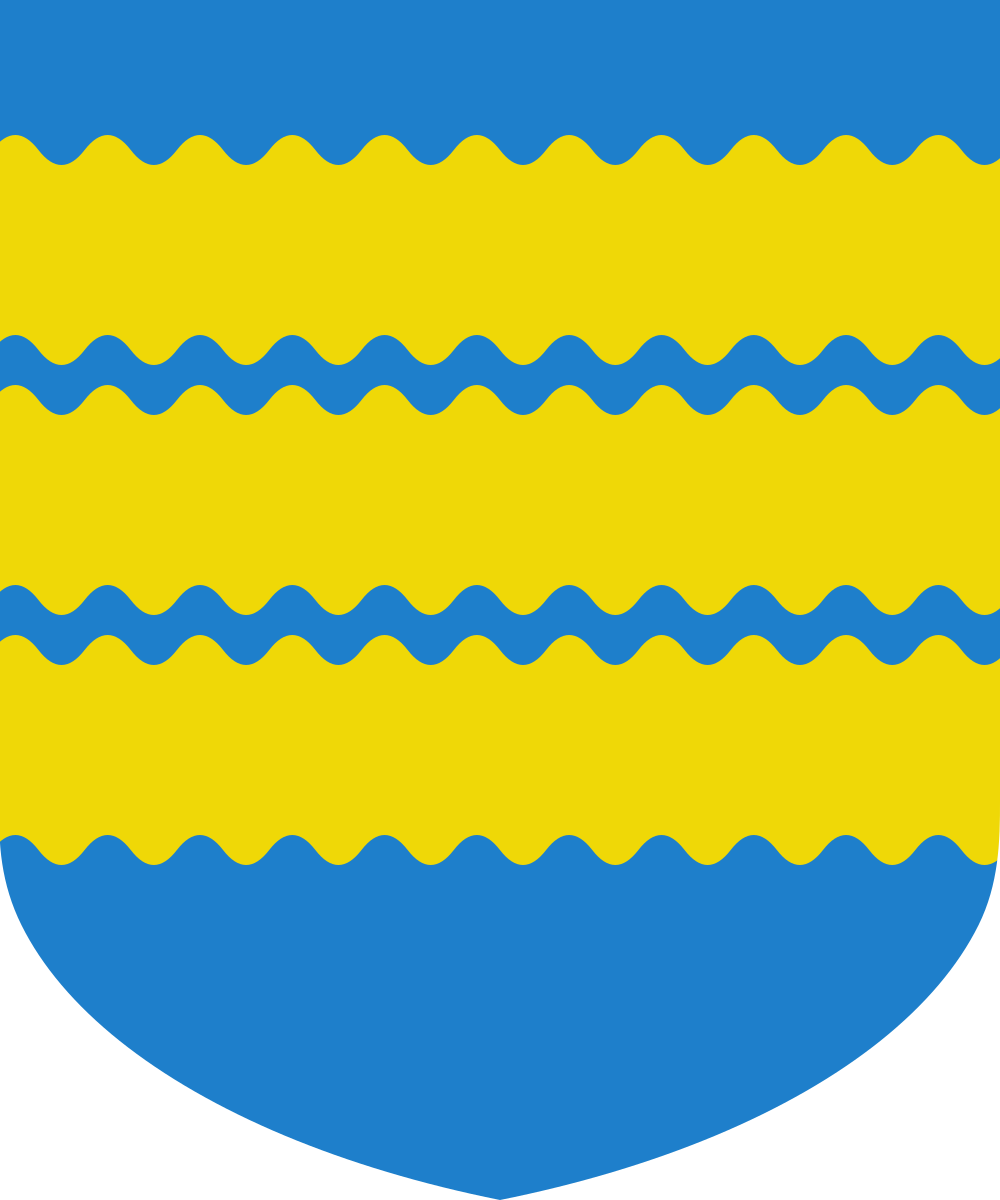
D'azur, à trois fasces ondées d'or.
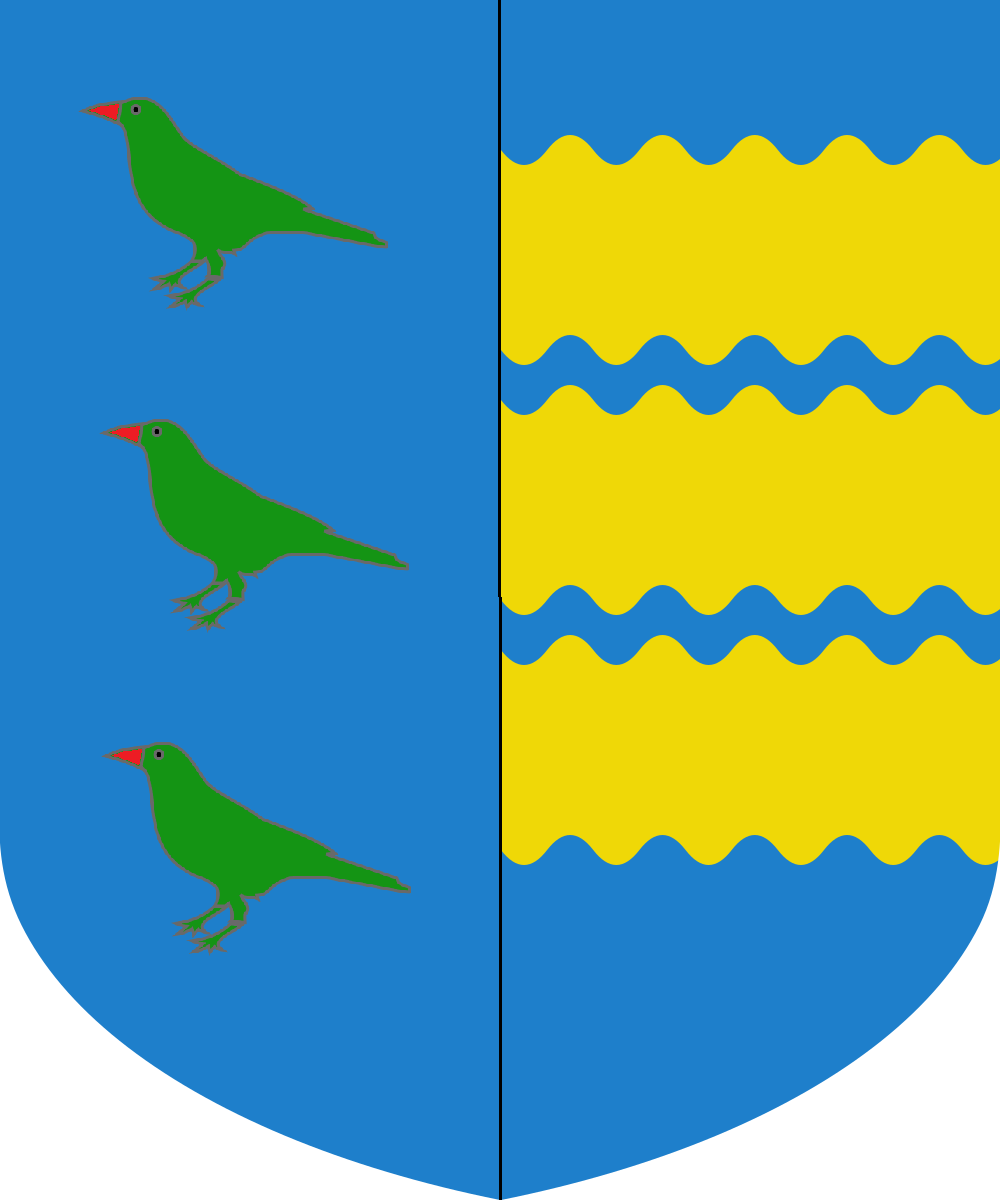
Parti, au premier d'azur, à trois oiseaux de sinople, becqués de gueules, mouvant du parti, l'un sur l'autre; au second d'azur, à trois fasces ondées d'or.

## Palais
- Rio di Quintavalle (Venise)
- Ponte de Quintavalle